# 15821 Iijimatatsushi
15821 Iijimatatsushi este o planetă minoră (asteroid) din centura de asteroizi. A fost descoperită pe 2 octombrie 1994 la Kitami Observatory⁠(d) de Kin Endate. 
Obiectul prezintă o orbită caracterizată de o semiaxă mare de 2,1422631 UAi, o excentricitate de 0,04, o înclinație de 3,28758 ° în raport cu ecliptica.